# منظمات جامعة الدول العربية
منظمات ومؤسسات جامعة الدول العربية هي المؤسسات الدائمة وغير الدائمة لاتخاذ القرار والتشاور التي أنشأها ميثاق جامعة الدول العربية وغيرها من الاتفاقيات منذ إنشاء الجامعة العربية عام 1945.

## المنظمات المتخصصة[1]
- منظمة العمل العربية
- المجلس العربي للاختصاصات الصحية
- الاتحاد العربي للنقل الجوي
- اتحاد المغرب العربي
- اتحاد المهندسين العرب
- الهيئة العربية للتصنيع
- منطقة التجارة العربية الحرة الكبرى
- مجلس التعاون لدول الخليج العربية
- المجلس العربي للمياه
- المجلس العربي للطفولة والتنمية
- المجلس العربي للعلوم الاجتماعية
- المنظمة العربية للتنمية الزراعية
- الأكاديمية العربية للعلوم والتكنولوجيا والنقل البحري
- اتحاد المهندسين الزراعيين العرب
- اتحاد رجال الأعمال العرب
- المنظمة العربية لتكنولوجيات الاتصال والمعلومات
(aicto)
- الإتحاد العام للمنتجين العرب
- مجلس الوحدة الاقتصادية العربية
- منظمة الدول العربية المصدرة للبترول (أوابك)
- المنظمة العربية للتنمية الإدارية
- اتحاد إذاعات الدول العربية
- المنظمة العربية للتربية والثقافة والعلوم
- المركز العربي لدراسات المناطق الجافة والأراضي القاحلة ـ أكساد
- الأكاديمية العربية للعلوم المالية والمصرفية
- المنظمة العربية للتنمية الصناعية والتعدين
- مجلس السلم والأمن العربي
- منظمة المرأة العربية
- البرلمان العربي
- القوات العربية المشتركة
- معهد البحوث والدراسات العربية

## المجالس الوزارية المتخصصة[2]
- مجلس وزراء الإعلام العرب
- مجلس وزراء الدفاع العرب
- مجلس وزراء الخارجية العرب
- مجلس وزراء التعليم العرب
- مجلس وزراء العمل العرب
- مجلس وزراء الزراعة العرب
- مجلس وزراء الداخلية العرب
- مجلس وزراء العدل العرب
- مجلس وزراء الإسكان والتعمير العرب
- مجلس وزراء النقل العرب
- مجلس وزراء العرب المسئولين عن شئون البيئة
- مجلس الوزراء العرب للاتصالات والمعلومات
- مجلس الوزراء العرب المعنيين بشؤون الكهرباء
- المجلس الوزاري العربي للسياحة
- مجلس وزراء الشئون الاجتماعية العرب
- مجلس وزراء الشباب والرياضة العرب
- مجلس وزراء الصحة العرب